# Bidenkapia spitsbergensis
Bidenkapia spitsbergensis är en mossdjursart som först beskrevs av Bidenkap 1897.  Bidenkapia spitsbergensis ingår i släktet Bidenkapia och familjen Calloporidae. Utöver nominatformen finns också underarten B. s. alaskensis.